# Shona Robison
Shona Robison (ur. 26 maja 1966 w Redcar) – szkocka polityk, od 2023 sekretarz ds. finansów, w latach 2023–2024 zastępczyni pierwszego ministra Szkocji.

## Życiorys
Uzyskała stopień magistra nauk społecznych na University of Glasgow, a następnie ukończyła studia podyplomowe na Jordanhill College na tym samym kierunku. W 1999 wybrana do szkockiego parlamentu z okręgu North East, w latach 2003-2011 reprezentowała okręg Dundee East, a od 2011 Dundee City East.
Po wygranych przez Szkocką Partię Narodową wyborach z 2007 objęła urząd ministra zdrowia publicznego i sportu. W 2014 odegrała kluczową rolę w przygotowaniach do organizacji Igrzysk Wspólnoty Narodów 2014 w Glasgow, w kwietniu tego roku objęła urząd sekretarza ds. Igrzysk Wspólnoty Narodów, sportu, równości i praw emerytów. W listopadzie 2014 objęła urząd sekretarza zdrowia w gabinecie Nicoli Sturgeon, a maju w 2016 – sekretarza zdrowia i sportu. W czerwcu 2018 zrezygnowała z tej funkcji w wyniku problemów w kraju z dostępem do lekarzy pierwszego kontaktu, długiego oczekiwania na pomoc medyczną oraz problemami finansowymi systemu opieki zdrowotnej NHS Tayside.
W 2021 powróciła do rządu szkockiego jako sekretarz ds. sprawiedliwości społecznej, mieszkalnictwa i samorządów lokalnych.
29 marca 2023 pierwszy minister Humza Yousaf nominował Robison na swoją zastępczynię i powołał ją na urząd sekretarza ds. finansów. 8 maja 2024 złożyła rezygnację z urzędu zastępczyni pierwszego ministra po dymisji Yousafa, w gabinecie Johna Swinneya pozostała na stanowisku sekretarza ds. finansów. 

## Życie prywatne
Była żoną Stewarta Hosiego, również członka szkockiego parlamentu. Rozstali się w 2016.